# Jami Puustinen
Jami Puustinen (født 9. januar 1987 i Espoo, Finland) er en finsk fodboldspiller, der spiller som angriber for FC Honka. Han skrev under med Manchester United fra FC Espoo i 2003, men fik ikke en eneste seniorkamp spillet for klubben. Efterfølgende blev han frigivet fra klubben i januar 2006, hvorefter han vendte tilbage til Finland, hvor han skrev under med de nyoprykkede FC Honka. Puustinen er fast mand på Finlands U-21-landshold.